# TLR4
TLR4(또는 톨유사수용체4, Toll-like receptor 4, CD284)는 TLR4 유전자에 의해 발현되는 단백질로, 유형인식수용체의 일종이다. LPS를 인식하여 활성화된다.